# یواس‌اس کلمبوس (اس‌اس‌ان-۷۶۲)
یواس‌اس کلمبوس (اس‌اس‌ان-۷۶۲) (به انگلیسی: USS Columbus (SSN-762)) یک زیردریایی است که طول آن ۱۱۰٫۳ متر (۳۶۱ فوت ۱۱ اینچ) می‌باشد. این زیردریایی در سال ۱۹۹۲ ساخته شد.